# Samuel David Dealey
Samuel David Dealey (13 septembre 1906 – 24 août 1944) est un commandant de sous-marin de la marine américaine tué au combat avec son équipage pendant la Seconde Guerre mondiale. Parmi les militaires américains, il est parmi les plus décorés pour leur bravoure pendant la guerre, recevant la médaille d'honneur la Navy Cross (4), l'Army Distinguished Service Cross et la Silver Star pour son service à bord du sous-marin USS Harder.
Il est le neveu de George Dealey (en), éditeur du Dallas News et qui a donné son nom à Dealey Plaza.

## Biographie
Samuel David Dealey naît le 13 septembre 1906 à Dallas, au Texas. Après la mort de son père en 1912, la mère de Dealey déménage la famille à Santa Monica, en Californie. Après y avoir passé la majeure partie de son enfance, la famille retourne à Dallas où Dealey obtient son diplôme d'études secondaires. Après avoir obtenu son diplôme, il fréquente l'université méthodiste du Sud pendant deux ans avant de recevoir une nomination à l'Académie navale des États-Unis.
Après avoir obtenu son diplôme de l'Académie navale en 1930, Dealey devient enseigne où il sert sur l'USS Nevada. En 1933, il est promu lieutenant, puis sert brièvement à bord de l'USS Rathburne, avant d'être envoyé à l'école sous-marine de New London, dans le Connecticut. Après avoir obtenu son diplôme, il sert à bord des USS S-34, USS S-24, USS Nautilus et USS Bass.
Dealey devient ensuite directeur général de la base aéronavale de Pensacola, en Floride, où il est promu lieutenant en 1938. Il est nommé officier exécutif (premier officier) de l'USS Wyoming et de l'USS Reuben James. En avril 1941, il se présente comme futur commandant de l'USS S-20, sur lequel il sert lorsque les États-Unis entrent dans la Seconde Guerre mondiale. À la fin de 1942, Dealey commande le nouveau sous-marin de la classe Gato, l'USS Harder, sur lequel il mènera six patrouilles de guerre.
Après des essais au large de la côte Est, Dealey fait face à une attaque « tir ami » par un bombardier de l'US Navy dans la mer des Caraïbes avant de rejoindre le Pacifique au printemps 1943.
Dealey et la totalité de l'équipage perdent la vie dans le naufrage du Harder lors de leur sixième patrouille, grenadé par la corvette Kaibokan CD-22, au large de la baie de Dasol, en mer de Luçon. Au total, Dealey et son équipage sont crédités du naufrage de 16 navires ennemis.
Dealey, qui laisse à sa mort une femme et trois enfants, reçoit la médaille d'honneur du Congrès à titre posthume.